# Bust Out
"Bust Out" je 23. epizoda HBO-ove televizijske serije Obitelj Soprano i deseta u drugoj sezoni serije. Napisali su je Frank Renzulli, Robin Green i Mitchell Burgess, režirao John Patterson, a originalno je emitirana 19. ožujka 2000.

## Radnja
Policija pronalazi svjedoka ubojstva Matta Bevilaque koji iz albuma osumnjičenih identificira Tonyja Soprana. Nije stigao vidjeti Pussyja, ali opisuje čovjeka kao "suradnika s facom buldoga". Tony se uspaniči kad do njega dođe vijest o slučaju te planira bijeg dok se svjedok ne identificira i ne ukloni. Svojem odvjetniku Neilu Minku daje sportsku torbu punu novca kako bi se brinuo za njegovu obitelj. Srećom po Tonyja, svjedok iz novinskog članka shvaća da je ubojstvo povezano s mafijom, a ne narkomanskim obračunom kao što su mu rekli detektivi, te smjesta naziva policijsku upravu kako bi povukao svoju izjavu.
Tony i Richie Aprile izvlače nešto novca iz trgovine Davida Scatina, naručivši Ramlösa, marku flaširane vode, hladnjake, avionske karte i tenisice preko kredita trgovine i prodajući robu na ulici. Obavještavaju Daveyja kako će se takva politika nastaviti sve dok im ne isplati novac koji im duguje. Davey je uzrujan zbog situacije i u jednom trenutku leži na stolu za biljar u svojem podrumu držeći pištolj u ustima. Nakon što u sobu uđe njegova žena, on skriva oružje u stropne elemente i ustvrdi kako popravlja svjetlo. Kasnije, njegova žena i Carmela objeduju u Nuovo Vesuviu gdje ona izrazi zabrinutost zbog Daveyjeva kockanja, spomenuvši da trgovina sportskom opremom glasi na njeno ime. Artie Bucco im poslužuje mineralnu vodu koju je Tony dao Daveyju da naruči, spomenuvši kako ju je povoljno nabavio.
Nesretan udjelom kojeg dobiva od Daveyjeve trgovine i svoga posla s Barone Sanitationom, Richie s Juniorom razgovara o mogućnosti riješavanja Tonyja. Kad ga Junior opomene, Richie podsjeti na Juniorov plan iz prethodne godine da ubije Tonyja.
Nakon što je u prethodnoj epizodi preklinjala Tonyja da je prestane varati, Carmelu privuče novi majstor, Victor Musto. Musto je brat Daveyjeve žene, ali i udovac. On i Carmela strastveno se poljube, ali tada shvaćaju kako je situacija izgubljena. Međutim, nakon što je on nazove, ona ga pozove na "razgovor" i gurmanski obrok, kojeg je sama pripremila. U međuvremenu, on saznaje za Tonyjevu povezanost s njegovim šurjakom (Daveyjem) i pošalje pomoćnika da se nađe s njom, umjesto sebe.   
Tony se pokuša približiti A.J.-u i Meadow, ali ne uspijeva sve dok ne odvede A.J.-a na svoj brod na kraju epizode, gdje najure brod punom snagom i prevale čamac s dvoje ljudi.

## Glavni glumci
- James Gandolfini kao Tony Soprano
- Lorraine Bracco kao Dr. Jennifer Melfi
- Edie Falco kao Carmela Soprano
- Michael Imperioli kao Christopher Moltisanti
- Dominic Chianese kao Corrado Soprano, Jr.
- Vincent Pastore kao Big Pussy Bonpensiero
- Steven Van Zandt kao Silvio Dante
- Tony Sirico kao Paulie Gualtieri
- Robert Iler kao Anthony Soprano, Jr.
- Jamie-Lynn Sigler kao Meadow Soprano
- Drea de Matteo kao Adriana La Cerva
- David Proval kao Richie Aprile
- Aida Turturro kao Janice Soprano
- Nancy Marchand kao Livia Soprano

### Gostujući glumci
- John Ventimiglia kao Artie Bucco

#### Ostali gostujući glumci
| - Robert Patrick kao David Scatino - Joe Penny kao Victor Musto - Lillo Brancato, Jr. kao Matt Bevilaqua - Louis Lombardi kao Skip Lipari - Federico Castelluccio kao Furio Giunta - Paul Herman kao Beansie Gaeta - David Margulies kao Neil Mink - Marissa Redanty kao Christine Scatino - Janis Dardaris kao Karen | - Mitch Holleman kao dječak u trgovačkom centru - Adrian Martinez kao Ramone - Olga Merediz kao Fran - Chuck Montgomery kao Larry Arthur - Antone Pagan kao detektiv Ramos - Katlin Pota kao Lilliana - Matt Servitto kao Agent Harris - Vince Viverito kao detektiv Giardina |

## Naslovna referenca
- "Bust out" ("upropaštavanje") česta je taktika u svijetu organiziranog kriminala gdje se poslovna dobra i računi upropaštavaju do bankrota. Richie i Tony u ovoj epizodi profitiraju od upropaštavanja trgovine sportskom opremom Daveyja Scatina.

## Poveznice s budućim epizodama
- Kad ga Davey upita zašto mu je dopustio da uđe u dug, Tony mu kaže da je to učinio samo zato što je znao da ima trgovinu i druga dobra koja bi mogao uzeti, te je u tome instinktivno vidio priliku za zaradu. U sličnoj situaciji s Artiejem u četvrtoj sezoni, Tony se uzruja kad mu slične optužbe uputi Artie.
- Juniorova upozorenja Richieju o Janiceinoj neiskrenosti predviđaju njegovu kasniju smrt od Janiceine ruke.

## Glazba
- Tijekom odjavne špice svira pjesma "Wheel in the Sky" sastava Journey; ova pjesma čuje se i u sceni gdje ličioci rade u dnevnom boravku Sopranovih.
- Pjesma "Con te partirò" Andree Bocellija svira dok Carmela misli o njemu i prima poziv od svoga majstora.
- Glazba koja svira u sceni u kojoj svjedok shvaća kako je žrtva ubojstva mafijaški suradnik je Variations for Piano, Op. 27 Antona Weberna.
- Kad Carmela sprema jelo za svoj ručak s Vicom Mustom, u pozadini svira "You're Still the One" Shanie Twain.
- Klavirski instrumental u Nuovo Vesuviu tijekom ručka s Carmelom i ženom Davida Scatina je "Cast Your Fate to the Wind."

## Vanjske poveznice
- Bust-Out u internetskoj bazi filmova IMDb-a